# Рассольный
Рассольный — упразднённый посёлок, располагавшийся на территории Кизеловского городского округа Пермского края России. На момент упразднения входил в состав Северно-Коспашского поссовета. Упразднён в 1996 году.

## География
Посёлок располагался правом берегу реки реки Косьва в месте впадения в неё реки Рассольная, на расстоянии приблизительно 29 километров (по прямой) к востоку от посёлка Северно-Коспашский.

### Климат
Климат умеренно континентальный. Довольно суровая снежная зима с незначительными оттепелями, поздняя прохладная и сравнительно сухая весна, короткое и жаркое лето и влажная прохладная осень. Снежный покров удерживается 170—190 дней. Среднегодовая температура −0,9 °C, средняя месячная температура января −17,2 °C, температура июля +15,4 °C. Продолжительность устойчивых морозов — 153 дня. По данным многолетних наблюдений наибольшее количество осадков приходится на лето и осень (62-97 мм), а наименьшее — на зиму (31-42 мм). Среднегодовое количество осадков — 630 мм.

## История
В 1963 и 1981 годах числился как посёлок Северно-Коспашского поссовета.
Исключен из учётных данных в 1996 оду в связи с фактическим прекращением существования.

## Население
| Численность населения | Численность населения | Численность населения |
| 1963                  | 1969                  | 1981                  |
| --------------------- | --------------------- | --------------------- |
| 400                   | ↘378                  | ↘201                  |